# Première circonscription du Cher
La première circonscription du Cher est l'une des trois circonscriptions législatives françaises que compte le département du Cher (18) situé en région Centre-Val de Loire.

## Description géographique et démographique

### De 1958 à 1986
La première circonscription du Cher était composée de :
- Canton des Aix-d'Angillon
- Canton de Bourges
- Canton de Chârost
- Canton d'Henrichemont
- Canton de Levet
- Canton de Lignières
- Canton de Saint-Martin-d'Auxigny

Source : Journal Officiel du 14-15 Octobre 1958.

### Depuis 1988
La première circonscription du Cher est délimitée par le découpage électoral de la loi no 86-1197 du 24 novembre 1986
, elle regroupe les divisions administratives suivantes :
- Canton des Aix-d'Angillon,
- Canton d'Argent-sur-Sauldre,
- Canton d'Aubigny-sur-Nère,
- Canton de Bourges-2,
- Canton de Bourges-4,
- Canton de Bourges-5,
- Canton de La Chapelle-d'Angillon,
- Canton d'Henrichemont,
- Canton de Léré,
- Canton de Saint-Martin-d'Auxigny,
- Canton de Sancerre,
- Canton de Vailly-sur-Sauldre.

D'après le recensement général de la population en 1999, réalisé par l'Institut national de la statistique et des études économiques (INSEE), la population totale de cette circonscription est estimée à 101834 habitants,.

## Historique des députations
| Législature | Début de mandat | Fin de mandat  | Député                     | Parti politique | Observations |
| ----------- | --------------- | -------------- | -------------------------- | --------------- | --- |
| Ire         | 9 décembre 1958 | 9 octobre 1962 | Raymond Boisdé             | CNIP            | Mandat écourté à la suite d'une dissolution parlementaire décidée par Charles de Gaulle. |
| IIe         | 6 décembre 1962 | 2 avril 1967   | Raymond Boisdé             | CNIP            | |
| IIIe        | 3 avril 1967    | 30 mai 1968    | Raymond Boisdé             | RI              | Mandat écourté à la suite d'une dissolution parlementaire décidée par Charles de Gaulle. |
| IVe         | 11 juillet 1968 | 1er avril 1973 | Raymond Boisdé             | RI              | |
| Ve          | 2 avril 1973    | 2 avril 1978   | Raymond Boisdé             | RI              | |
| VIe         | 3 avril 1978    | 22 mai 1981    | Jean-François Deniau       | UDF             | Remplacé par Henri Moulle (RPR) à partir du 6 mai 1978 à la suite de sa nomination au gouvernement. Mandat écourté à la suite d'une dissolution parlementaire décidée par François Mitterrand.                                    |
| VIIe        | 2 juillet 1981  | 1er avril 1986 | Jacques Rimbault           | PCF             | |
| VIIIe       | 2 avril 1986    | 14 mai 1988    | Aucun                      | Aucun           | Proportionnelle par département, pas de député par circonscription Proportionnelle par département, pas de député par circonscription. Mandat écourté à la suite d'une dissolution parlementaire décidée par François Mitterrand. |
| IXe         | 23 juin 1988    | 1er avril 1993 | Jean-François Deniau       | UDF             | |
| Xe          | 2 avril 1993    | 21 avril 1997  | Jean-François Deniau,      | UDF,            | Mandat écourté à la suite d'une dissolution parlementaire décidée par Jacques Chirac. |
| XIe         | 12 juin 1997    | 18 juin 2002   | Yves Fromion,              | RPR,            | |
| XIIe        | 19 juin 2002    | 19 juin 2007   | Yves Fromion,              | UMP,            | |
| XIIIe       | 20 juin 2007    | 19 juin 2012   | Yves Fromion               | UMP             | |
| XIVe        | 20 juin 2012    | 20 juin 2017   | Yves Fromion               | UMP             | |
| XVe         | 21 juin 2017    | 21 juin 2022   | François Cormier-Bouligeon | LREM            | |
| XVIe        | 22 juin 2022    | 9 juin 2024    | François Cormier-Bouligeon | LREM-Ensemble   | Mandat écourté à la suite d'une dissolution parlementaire décidée par Emmanuel Macron. |

## Historique des élections

### Élections de 1958
| Candidat       | Candidat           | Parti          | Premier tour | Premier tour | Second tour | Second tour |  |
| Candidat       | Candidat           | Parti          | Voix         | %            | Voix        | %           |  |
| -------------- | ------------------ | -------------- | ------------ | ------------ | ----------- | ----------- |  |
|                | Raymond Boisdé élu | CNIP           | 18 196       | 40,18        | 21 979      | 47,67       |  |
|                | Marcel Cherrier    | PCF            | 12 779       | 28,22        | 16 584      | 35,97       |  |
|                | Basile Peides      | UNR            | 6 942        | 15,33        | 7 542       | 16,36       |  |
|                | René Henry         | SFIO           | 4 727        | 10,44        | Retrait     | Retrait     |  |
|                | Jacques Mitterrand | UFD            | 2 647        | 5,84         | Retrait     | Retrait     |  |
|                |                    |                |              |              |             |             |  |
| Inscrits       | Inscrits           | Inscrits       | 61 164       | 100,00       | 61 145      | 100,00      |  |
| Abstentions    | Abstentions        | Abstentions    | 14 889       | 24,34        | 14 158      | 23,15       |  |
| Votants        | Votants            | Votants        | 46 275       | 75,66        | 46 987      | 76,85       |  |
| Blancs et nuls | Blancs et nuls     | Blancs et nuls | 984          | 2,13         | 882         | 1,88        |  |
| Exprimés       | Exprimés           | Exprimés       | 45 291       | 97,87        | 46 105      | 98,12       |  |

Le suppléant de Raymond Boisdé était André Cothenet, avoué, conseiller général du canton de Bourges-1, ancien maire de Bourges.

### Élections de 1962
| Candidat       | Candidat                     | Parti          | Premier tour | Premier tour | Second tour | Second tour |  |
| Candidat       | Candidat                     | Parti          | Voix         | %            | Voix        | %           |  |
| -------------- | ---------------------------- | -------------- | ------------ | ------------ | ----------- | ----------- |  |
|                | Raymond Boisdé sortant réélu | RI             | 15 575       | 38,62        | 18 230      | 40,93       |  |
|                | Henri Perrier                | PCF            | 13 127       | 32,55        | 15 284      | 34,31       |  |
|                | Basile Peides                | UNR-UDT        | 11 622       | 28,82        | 11 030      | 24,76       |  |
|                |                              |                |              |              |             |             |  |
| Inscrits       | Inscrits                     | Inscrits       | 61 897       | 100,00       | 61 883      | 100,00      |  |
| Abstentions    | Abstentions                  | Abstentions    | 20 473       | 33,08        | 16 535      | 26,72       |  |
| Votants        | Votants                      | Votants        | 41 424       | 66,92        | 45 348      | 73,28       |  |
| Blancs et nuls | Blancs et nuls               | Blancs et nuls | 1 100        | 2,66         | 804         | 1,77        |  |
| Exprimés       | Exprimés                     | Exprimés       | 40 324       | 97,34        | 44 544      | 98,23       |  |

Le suppléant de Raymond Boisdé était Alfred Depège, pharmacien, adjoint au maire de Bourges.

### Élections de 1967
|                | Raymond Boisdé sortant réélu | RI                        | 26 809 | 52,88  |  |  |  |
|                | Henri Perrier                | PCF                       | 13 827 | 27,28  |  |  |  |
|                | Albert Duchereux             | PSU (FGDS)                | 7 370  | 14,54  |  |  |  |
|                | Basile Peides                | Divers droite (Gaulliste) | 2 688  | 5,3    |  |  |  |
|                |                              |                           |        |        |  |  |  |
| Inscrits       | Inscrits                     | Inscrits                  | 61 831 | 100,00 |  |  |  |
| Abstentions    | Abstentions                  | Abstentions               | 10 036 | 16,23  |  |  |  |
| Votants        | Votants                      | Votants                   | 51 795 | 83,77  |  |  |  |
| Blancs et nuls | Blancs et nuls               | Blancs et nuls            | 1 101  | 2,13   |  |  |  |
| Exprimés       | Exprimés                     | Exprimés                  | 50 694 | 97,87  |  |  |  |

Le suppléant de Raymond Boisdé était Alfred Depège.

### Élections de 1968
|                | Raymond Boisdé sortant réélu | RI (URP)       | 30 939 | 60,97  |  |  |  |
|                | Robert Chaton                | PCF            | 14 734 | 29,04  |  |  |  |
|                | René Robert                  | PSU            | 5 068  | 9,99   |  |  |  |
|                |                              |                |        |        |  |  |  |
| Inscrits       | Inscrits                     | Inscrits       | 64 721 | 100,00 |  |  |  |
| Abstentions    | Abstentions                  | Abstentions    | 12 879 | 19,9   |  |  |  |
| Votants        | Votants                      | Votants        | 51 842 | 80,1   |  |  |  |
| Blancs et nuls | Blancs et nuls               | Blancs et nuls | 1 101  | 2,12   |  |  |  |
| Exprimés       | Exprimés                     | Exprimés       | 50 741 | 97,88  |  |  |  |

Le suppléant de Raymond Boisdé était Alfred Depège.

### Élections de 1973
| Candidat       | Candidat                     | Parti                     | Premier tour | Premier tour | Second tour | Second tour |  |
| Candidat       | Candidat                     | Parti                     | Voix         | %            | Voix        | %           |  |
| -------------- | ---------------------------- | ------------------------- | ------------ | ------------ | ----------- | ----------- |  |
|                | Raymond Boisdé sortant réélu | RI (URP)                  | 18 351       | 33,48        | 29 097      | 54,22       |  |
|                | Jacques Rimbault             | PCF                       | 14 157       | 25,82        | 24 569      | 45,78       |  |
|                | Alfred Depège                | CD (MR)                   | 6 977        | 12,73        | Retrait     | Retrait     |  |
|                | Jean Roger                   | PS (UGSD)                 | 6 579        | 12           |             |             |  |
|                | Edmé Boiché                  | Divers droite (Gaulliste) | 4 469        | 9,8          |             |             |  |
|                | Jean-Roger Gaillard          | LO                        | 1 790        | 3,27         |             |             |  |
|                | René Robert                  | PSU                       | 1 594        | 2,91         |             |             |  |
|                | Diego Soler                  | Divers droite             | 902          | 0,8          |             |             |  |
|                |                              |                           |              |              |             |             |  |
| Inscrits       | Inscrits                     | Inscrits                  | 68 727       | 100,00       | 68 721      | 100,00      |  |
| Abstentions    | Abstentions                  | Abstentions               | 11 795       | 17,16        | 12 915      | 18,79       |  |
| Votants        | Votants                      | Votants                   | 56 932       | 82,84        | 55 806      | 81,21       |  |
| Blancs et nuls | Blancs et nuls               | Blancs et nuls            | 2 113        | 3,71         | 2 140       | 3,83        |  |
| Exprimés       | Exprimés                     | Exprimés                  | 54 819       | 96,29        | 53 666      | 96,17       |  |

Le suppléant de Raymond Boisdé était Henri Lichon, exploitant agricole .

### Élections de 1978
| Candidat       | Candidat                 | Parti          | Premier tour | Premier tour | Second tour | Second tour |  |
| Candidat       | Candidat                 | Parti          | Voix         | %            | Voix        | %           |  |
| -------------- | ------------------------ | -------------- | ------------ | ------------ | ----------- | ----------- |  |
|                | Jean-François Deniau élu | UDF (PR)       | 28 610       | 43,9         | 34 916      | 51,95       |  |
|                | Jacques Rimbault         | PCF            | 22 306       | 34,22        | 32 296      | 48,05       |  |
|                | Charles Parnet           | PS             | 10 590       | 16,25        | Retrait     | Retrait     |  |
|                | Colette Cordat           | LO             | 1 952        | 2,99         |             |             |  |
|                | Jacques Malvaux          | PSD            | 1 718        | 2,64         |             |             |  |
|                |                          |                |              |              |             |             |  |
| Inscrits       | Inscrits                 | Inscrits       | 79 809       | 100,00       | 79 738      | 100,00      |  |
| Abstentions    | Abstentions              | Abstentions    | 13 144       | 16,47        | 10 759      | 13,49       |  |
| Votants        | Votants                  | Votants        | 66 665       | 83,53        | 68 979      | 86,51       |  |
| Blancs et nuls | Blancs et nuls           | Blancs et nuls | 1 489        | 2,23         | 1 767       | 2,56        |  |
| Exprimés       | Exprimés                 | Exprimés       | 65 176       | 97,77        | 67 212      | 97,44       |  |

Le suppléant de Jean-François Deniau était le Docteur Henri Moulle, maire d'Allogny. Henri Moulle remplaça Jean-François Deniau, nommé membre du gouvernement, du 6 mai 1978 au 22 mai 1981.

### Élections de 1981
| Candidat       | Candidat                     | Parti             | Premier tour | Premier tour | Second tour | Second tour |  |
| Candidat       | Candidat                     | Parti             | Voix         | %            | Voix        | %           |  |
| -------------- | ---------------------------- | ----------------- | ------------ | ------------ | ----------- | ----------- |  |
|                | Jean-François Deniau sortant | UDF (PR)          | 25 733       | 42,91        | 30 945      | 48,06       |  |
|                | Jacques Rimbault élu         | PCF               | 17 151       | 28,60        | 33 440      | 51,94       |  |
|                | Bernard Gourdon              | PS                | 15 120       | 25,21        | Retrait     | Retrait     |  |
|                | Jacques Morin                | Divers écologiste | 1 322        | 2,20         |             |             |  |
|                | Colette Cordat               | LO                | 640          | 1,07         |             |             |  |
|                |                              |                   |              |              |             |             |  |
| Inscrits       | Inscrits                     | Inscrits          | 82 809       | 100,00       | 82 776      | 100,00      |  |
| Abstentions    | Abstentions                  | Abstentions       | 22 243       | 26,86        | 16 626      | 20,09       |  |
| Votants        | Votants                      | Votants           | 60 566       | 73,14        | 66 150      | 79,91       |  |
| Blancs et nuls | Blancs et nuls               | Blancs et nuls    | 600          | 0,99         | 1 765       | 2,67        |  |
| Exprimés       | Exprimés                     | Exprimés          | 59 966       | 99,01        | 64 385      | 97,33       |  |

La suppléante de Jacques Rimbault était Jeanine Gourier, directrice d'école, première adjointe au maire de Saint-Florent-sur-Cher.

### Élections de 1988
| Candidat       | Candidat                           | Parti          | Premier tour | Premier tour | Second tour | Second tour |  |
| Candidat       | Candidat                           | Parti          | Voix         | %            | Voix        | %           |  |
| -------------- | ---------------------------------- | -------------- | ------------ | ------------ | ----------- | ----------- |  |
|                | Jean-François Deniau sortant réélu | UDF (PR) (URC) | 21 033       | 43,54        | 27 407      | 51,91       |  |
|                | Jean-Pierre Saulnier               | PS             | 14 850       | 30,74        | 25 393      | 48,09       |  |
|                | Maxime Camuzat                     | PCF            | 8 331        | 17,24        |             |             |  |
|                | Jean d'Ogny                        | FN             | 4 097        | 8,48         |             |             |  |
|                |                                    |                |              |              |             |             |  |
| Inscrits       | Inscrits                           | Inscrits       | 73 387       | 100,00       | 73 353      | 100,00      |  |
| Abstentions    | Abstentions                        | Abstentions    | 24 167       | 32,93        | 19 443      | 26,51       |  |
| Votants        | Votants                            | Votants        | 49 220       | 67,07        | 53 910      | 73,49       |  |
| Blancs et nuls | Blancs et nuls                     | Blancs et nuls | 909          | 1,85         | 1 110       | 2,06        |  |
| Exprimés       | Exprimés                           | Exprimés       | 48 311       | 98,15        | 52 800      | 97,94       |  |

Le suppléant de Jean-François Deniau était Jean Boinvilliers, ancien député RPR, conseiller général du canton d'Argent-sur-Sauldre, maire de Brinon-sur-Sauldre.

### Élections de 1993
| Candidat       | Candidat                           | Parti          | Premier tour | Premier tour | Second tour | Second tour |  |
| Candidat       | Candidat                           | Parti          | Voix         | %            | Voix        | %           |  |
| -------------- | ---------------------------------- | -------------- | ------------ | ------------ | ----------- | ----------- |  |
|                | Jean-François Deniau sortant réélu | UDF (PR)       | 24 187       | 49,55        | 30 326      | 64,65       |  |
|                | Maxime Camuzat                     | PCF            | 7 716        | 15,81        | 16 582      | 35,35       |  |
|                | Jean d'Ogny                        | FN             | 6 019        | 12,33        |             |             |  |
|                | Pierre Houques                     | PS (ADFP)      | 4 950        | 10,14        |             |             |  |
|                | Joël Crotte                        | Les Verts (EÉ) | 2 866        | 5,87         |             |             |  |
|                | Sylvie Cerveau                     | LO             | 1 421        | 2,91         |             |             |  |
|                | Romain Banquet                     | LT-LNÉ         | 1 410        | 2,89         |             |             |  |
|                | Claude Pham-Trong                  | PLN            | 243          | 0,5          |             |             |  |
|                |                                    |                |              |              |             |             |  |
| Inscrits       | Inscrits                           | Inscrits       | 74 074       | 100,00       | 74 058      | 100,00      |  |
| Abstentions    | Abstentions                        | Abstentions    | 22 474       | 30,34        | 23 642      | 31,92       |  |
| Votants        | Votants                            | Votants        | 51 600       | 69,66        | 50 416      | 68,08       |  |
| Blancs et nuls | Blancs et nuls                     | Blancs et nuls | 2 788        | 5,4          | 3 508       | 6,96        |  |
| Exprimés       | Exprimés                           | Exprimés       | 48 812       | 94,6         | 46 908      | 93,04       |  |

Le suppléant de Jean-François Deniau était Yves Fromion, RPR, conseiller régional, maire d'Aubigny-sur-Nère.

### Élections de 1997
| Candidat       | Candidat              | Parti          | Premier tour | Premier tour | Second tour | Second tour |  |
| Candidat       | Candidat              | Parti          | Voix         | %            | Voix        | %           |  |
| -------------- | --------------------- | -------------- | ------------ | ------------ | ----------- | ----------- |  |
|                | Yves Fromion élu      | RPR            | 15 646       | 32,83        | 25 410      | 50,76       |  |
|                | Roland Hodel          | PS             | 9 537        | 20,01        | 24 649      | 49,24       |  |
|                | Maxime Camuzat        | PCF            | 8 764        | 18,39        |             |             |  |
|                | Jean d'Ogny           | FN             | 6 586        | 13,82        |             |             |  |
|                | Sylvie Cerveau        | LO             | 1 809        | 3,8          |             |             |  |
|                | Yves Roussel          | LDI (MPF)      | 1 762        | 3,7          |             |             |  |
|                | Joël Crotte           | Les Verts      | 1 361        | 2,86         |             |             |  |
|                | Paulin Paris          | GÉ             | 1 267        | 2,66         |             |             |  |
|                | Jean-François Badouin | MDC            | 919          | 1,93         |             |             |  |
|                | Albert Sadtchikoff    | Divers droite  | 4            | 0,01         |             |             |  |
|                |                       |                |              |              |             |             |  |
| Inscrits       | Inscrits              | Inscrits       | 73 706       | 100,00       | 73 673      | 100,00      |  |
| Abstentions    | Abstentions           | Abstentions    | 23 295       | 31,61        | 20 138      | 27,33       |  |
| Votants        | Votants               | Votants        | 50 411       | 68,39        | 53 535      | 72,67       |  |
| Blancs et nuls | Blancs et nuls        | Blancs et nuls | 2 756        | 5,47         | 3 476       | 6,49        |  |
| Exprimés       | Exprimés              | Exprimés       | 47 655       | 94,53        | 50 059      | 93,51       |  |

Le suppléant d'Yves Fromion était Alain Tanton, FD, avocat, Vice-Président du Conseil régional, maire adjoint de Bourges.

### Élections de 2002
| Candidat       | Candidat                   | Parti             | Premier tour | Premier tour | Second tour | Second tour |  |
| Candidat       | Candidat                   | Parti             | Voix         | %            | Voix        | %           |  |
| -------------- | -------------------------- | ----------------- | ------------ | ------------ | ----------- | ----------- |  |
|                | Yves Fromion sortant réélu | UMP               | 20 530       | 43,84        | 25 822      | 60,32       |  |
|                | Roger Ledoux               | Les Verts (PS)    | 11 834       | 25,27        | 16 985      | 39,68       |  |
|                | Jean d'Ogny                | FN                | 5 626        | 12,01        |             |             |  |
|                | Marie-Christine Fossier    | Divers droite     | 2 937        | 6,27         |             |             |  |
|                | Sylvie Cerveau             | LO                | 1 527        | 3,26         |             |             |  |
|                | Gérard Frémion             | CPNT              | 1 319        | 2,82         |             |             |  |
|                | Jean-François Babouin      | Pôle républicain  | 1 221        | 2,61         |             |             |  |
|                | Christian Guilleminot      | Divers écologiste | 719          | 1,54         |             |             |  |
|                | Christian Raffestin        | MNR               | 694          | 1,48         |             |             |  |
|                | Philippe Charreyre         | Divers            | 420          | 0,9          |             |             |  |
|                |                            |                   |              |              |             |             |  |
| Inscrits       | Inscrits                   | Inscrits          | 74 219       | 100,00       | 74 211      | 100,00      |  |
| Abstentions    | Abstentions                | Abstentions       | 26 110       | 35,18        | 29 625      | 39,92       |  |
| Votants        | Votants                    | Votants           | 48 109       | 64,82        | 44 586      | 60,08       |  |
| Blancs et nuls | Blancs et nuls             | Blancs et nuls    | 1 282        | 2,66         | 1 779       | 3,99        |  |
| Exprimés       | Exprimés                   | Exprimés          | 46 827       | 97,34        | 42 807      | 96,01       |  |

La suppléante d'Yves Fromion était Monique Charles, adjointe au maire de Bourges.

### Élections de 2007
| Candidat       | Candidat                   | Parti          | Premier tour | Premier tour | Second tour | Second tour |  |
| Candidat       | Candidat                   | Parti          | Voix         | %            | Voix        | %           |  |
| -------------- | -------------------------- | -------------- | ------------ | ------------ | ----------- | ----------- |  |
|                | Yves Fromion sortant réélu | UMP            | 20 505       | 46,35        | 24 193      | 55,92       |  |
|                | Irène Félix                | PS             | 10 921       | 24,69        | 19 070      | 44,08       |  |
|                | Alain Tanton               | UDF–MoDem      | 3 604        | 8,15         |             |             |  |
|                | Yannick Bedin              | PCF            | 2 335        | 5,28         |             |             |  |
|                | Jean d'Ogny                | FN             | 2 187        | 4,94         |             |             |  |
|                | Roger Ledoux               | Les Verts      | 1 411        | 3,19         |             |             |  |
|                | Jérôme Castaing            | LCR            | 861          | 1,95         |             |             |  |
|                | Jean-Marc Foltier          | CPNT           | 663          | 1,5          |             |             |  |
|                | Sylvie Cerveau             | LO             | 606          | 1,37         |             |             |  |
|                | Catherine Mallié           | MPF            | 431          | 0,97         |             |             |  |
|                | Françoise Maréchal         | Divers         | 282          | 0,64         |             |             |  |
|                | Odile Tissot               | MRC            | 225          | 0,51         |             |             |  |
|                | Marinette Dosne            | MNR            | 199          | 0,45         |             |             |  |
|                | Josette Eydoux             | NPA            | 9            | 0,02         |             |             |  |
|                |                            |                |              |              |             |             |  |
| Inscrits       | Inscrits                   | Inscrits       | 75 006       | 100,00       | 75 002      | 100,00      |  |
| Abstentions    | Abstentions                | Abstentions    | 29 836       | 39,78        | 30 385      | 40,51       |  |
| Votants        | Votants                    | Votants        | 45 170       | 60,22        | 44 617      | 59,49       |  |
| Blancs et nuls | Blancs et nuls             | Blancs et nuls | 931          | 2,06         | 1 354       | 3,03        |  |
| Exprimés       | Exprimés                   | Exprimés       | 44 239       | 97,94        | 43 263      | 96,97       |  |

La suppléante d'Yves Fromion était Monique Charles.

### Élections de 2012
| Candidat       | Candidat                   | Parti          | Premier tour | Premier tour | Second tour | Second tour |  |
| Candidat       | Candidat                   | Parti          | Voix         | %            | Voix        | %           |  |
| -------------- | -------------------------- | -------------- | ------------ | ------------ | ----------- | ----------- |  |
|                | Yves Fromion sortant réélu | UMP            | 14 546       | 33,89        | 21 058      | 50,52       |  |
|                | Céline Bézoui              | PS             | 13 331       | 31,06        | 20 622      | 49,48       |  |
|                | Danielle Avon              | RBM (FN)       | 5 255        | 12,24        |             |             |  |
|                | Yannick Bedin              | FG (PCF)       | 4 297        | 10,01        |             |             |  |
|                | David Dallois              | Divers droite  | 2 545        | 5,93         |             |             |  |
|                | Philippe Redois            | EÉLV           | 1 061        | 2,47         |             |             |  |
|                | Philippe Bensac            | NC             | 991          | 2,31         |             |             |  |
|                | Jérôme Leroy               | DLR            | 389          | 0,91         |             |             |  |
|                | Sylvie Cerveau             | LO             | 329          | 0,77         |             |             |  |
|                | Marie Avril                | NPA            | 174          | 0,41         |             |             |  |
|                |                            |                |              |              |             |             |  |
| Inscrits       | Inscrits                   | Inscrits       | 73 619       | 100,00       | 73 570      | 100,00      |  |
| Abstentions    | Abstentions                | Abstentions    | 29 918       | 40,64        | 30 242      | 41,11       |  |
| Votants        | Votants                    | Votants        | 43 701       | 59,36        | 43 328      | 58,89       |  |
| Blancs et nuls | Blancs et nuls             | Blancs et nuls | 783          | 1,79         | 1 648       | 3,8         |  |
| Exprimés       | Exprimés                   | Exprimés       | 42 918       | 98,21        | 41 680      | 96,2        |  |

La suppléante d'Yves Fromion était Véronique Fenoll, maire adjoint de Bourges.

### Élections de 2017
|                                                                      |                                                        |                           |                           |                          |                          |
|                                                                      |                                                        | Premier tour 11 juin 2017 | Premier tour 11 juin 2017 | Second tour 18 juin 2017 | Second tour 18 juin 2017 |
|                                                                      |                                                        |                           |                           |                          |                          |
|                                                                      |                                                        | Nombre                    | % des inscrits            | Nombre                   | % des inscrits           |
| Inscrits                                                             | Inscrits                                               | 72 545                    | 100,00                    | 72 563                   | 100,00                   |
| Abstentions                                                          | Abstentions                                            | 35 762                    | 49,30                     | 40 835                   | 56,28                    |
| Votants                                                              | Votants                                                | 36 783                    | 50,70                     | 31 728                   | 43,72                    |
|                                                                      |                                                        |                           | % des votants             |                          | % des votants            |
| Bulletins blancs                                                     | Bulletins blancs                                       | 844                       | 2,29                      | 3 394                    | 10,70                    |
| Bulletins nuls                                                       | Bulletins nuls                                         | 186                       | 0,51                      | 941                      | 2,97                     |
| Suffrages exprimés                                                   | Suffrages exprimés                                     | 35 753                    | 97,20                     | 27 393                   | 86,34                    |
|                                                                      |                                                        |                           |                           |                          |                          |
| Candidat Étiquette politique (partis et alliances)                   | Candidat Étiquette politique (partis et alliances)     | Voix                      | % des exprimés            | Voix                     | % des exprimés           |
|                                                                      |                                                        |                           |                           |                          |                          |
|                                                                      | François Cormier-Bouligeon La République en marche     | 12 977                    | 36,30                     | 15 397                   | 56,21                    |
|                                                                      | Wladimir d'Ormesson Les Républicains                   | 7 393                     | 20,68                     | 11 996                   | 43,79                    |
|                                                                      | Jean-René Coueille Front national                      | 4 981                     | 13,93                     |                          |                          |
|                                                                      | Frédéric Renard La France insoumise                    | 4 793                     | 13,41                     |                          |                          |
|                                                                      | Céline Bezoui Parti socialiste                         | 2 501                     | 7,00                      |                          |                          |
|                                                                      | Françoise Pouzet Europe Écologie Les Verts             | 1 181                     | 3,30                      |                          |                          |
|                                                                      | Laurent Sorcelle Union des démocrates et indépendants  | 1 095                     | 3,06                      |                          |                          |
|                                                                      | Sylvie Cerveau Lutte ouvrière                          | 463                       | 1,29                      |                          |                          |
|                                                                      | Romain Guillaume Divers (Union populaire républicaine) | 369                       | 1,03                      |                          |                          |
| Source : Ministère de l'Intérieur - Première circonscription du Cher |                                                        |                           |                           |                          |                          |

Le suppléant de François Cormier-Bouligeon était Bernard Rousseau, ancien directeur de la MGEN, maire de Pigny, Président de la Communauté de communes des Terres du Haut Berry.

### Élections de 2022
| Résultats des élections législatives des 12 et 19 juin 2022 de la 1re circonscription du Cher |                            |                          |                          |              |              |             |             |
| Candidat                                                                                      | Candidat                   | Parti et coalition       | Nuance                   | Premier tour | Premier tour | Second tour | Second tour |
| Candidat                                                                                      | Candidat                   | Parti et coalition       | Nuance                   | Voix         | %            | Voix        | %           |
|                                                                                               | François Cormier-Bouligeon | LREM (ENS)               | ENS                      | 11 113       | 32,14        | 17 116      | 57,14       |
|                                                                                               | Alex Charpentier           | PS (NUPES)               | NUP                      | 8 370        | 24,20        | 12 840      | 42,86       |
|                                                                                               | Julie Apricena             | RN                       | RN                       | 7 591        | 21,95        |             |             |
|                                                                                               | David Dallois              | LR (UDC)                 | LR                       | 4 669        | 13,50        |             |             |
|                                                                                               | Adrien-Laurent Bernelle    | REC                      | REC                      | 1 660        | 4,80         |             |             |
|                                                                                               | Sylvie Cerveau             | LO                       | DXG                      | 607          | 1,76         |             |             |
|                                                                                               | Karine Béringer            | LP (UPF)                 | DSV                      | 571          | 1,65         |             |             |
| Votes valides                                                                                 | Votes valides              | Votes valides            | Votes valides            | 34 581       | 97,33        | 29 957      | 89,74       |
| Votes blancs                                                                                  | Votes blancs               | Votes blancs             | Votes blancs             | 765          | 2,15         | 2 610       | 7,82        |
| Votes nuls                                                                                    | Votes nuls                 | Votes nuls               | Votes nuls               | 183          | 0,52         | 814         | 2,44        |
| Total                                                                                         | Total                      | Total                    | Total                    | 35 529       | 100          | 33 381      | 100         |
| Abstention                                                                                    | Abstention                 | Abstention               | Abstention               | 35 638       | 50,08        | 37 784      | 53,09       |
| Inscrits / participation                                                                      | Inscrits / participation   | Inscrits / participation | Inscrits / participation | 71 167       | 49,92        | 71 165      | 46,91       |

Le suppléant de François Cormier-Bouligeon était Denis Coquery, postier retraité, maire de Fussy.

### Élections de 2024
| Candidat                 | Candidat                                 | Parti et coalition       | Nuance                   | Premier tour | Premier tour | Second tour | Second tour |
| Candidat                 | Candidat                                 | Parti et coalition       | Nuance                   | Voix         | %            | Voix        | %           |
| ------------------------ | ---------------------------------------- | ------------------------ | ------------------------ | ------------ | ------------ | ----------- | ----------- |
|                          | Ugo Iannuzzi                             | RN                       | RN                       | 18 100       | 39,94        | 19 452      | 43,18       |
|                          | François Cormier-Bouligeon sortant réélu | RE (ENS)                 | ENS                      | 14 961       | 33,01        | 25 595      | 56,82       |
|                          | Hugo Lefelle                             | PS (NFP)                 | UG                       | 11 432       | 25,22        | Retrait     | Retrait     |
|                          | Sylvie Cerveau                           | LO                       | EXG                      | 680          | 1,50         |             |             |
|                          | Sandrine Bellon                          | DNM                      | REG                      | 149          | 0,33         |             |             |
|                          |                                          |                          |                          |              |              |             |             |
| Votes valides            | Votes valides                            | Votes valides            | Votes valides            | 45 322       | 96,52        | 45 047      | 94,62       |
| Votes blancs             | Votes blancs                             | Votes blancs             | Votes blancs             | 1 326        | 2,82         | 2 108       | 4,43        |
| Votes nuls               | Votes nuls                               | Votes nuls               | Votes nuls               | 306          | 0,65         | 452         | 0,95        |
| Total                    | Total                                    | Total                    | Total                    | 46 954       | 100          | 47 607      | 100         |
| Abstention               | Abstention                               | Abstention               | Abstention               | 23 447       | 33,30        | 22 784      | 32,37       |
| Inscrits / participation | Inscrits / participation                 | Inscrits / participation | Inscrits / participation | 70 401       | 66,70        | 70 391      | 67,63       |

Le suppléant de François Cormier-Bouligeon est Denis Coquery.

#### Département du Cher
- La fiche de l'INSEE de cette circonscription : « Tableaux et Analyses de la première circonscription du Cher », sur insee.fr, site de l'Institut national de la statistique et des études économiques (consulté le 10 juin 2007) [PDF]

- « Tous les députés du département du Cher depuis 1789 » [archive du 30 septembre 2007], sur assemblee-nationale.fr, site de l'Assemblée nationale française (consulté le 10 juin 2007)

- « Informations contentieuses sur le département du Cher (Élections législatives de 2002) »(Archive.org • Wikiwix • Archive.is • Google • Que faire ?), sur conseil-constitutionnel.fr, site du Conseil constitutionnel (consulté le 13 juin 2007)

#### Circonscriptions en France
- « Carte des circonscriptions législatives en France », sur assemblee-nationale.fr, site de l'Assemblée nationale française (consulté le 10 juin 2007)

- « Résultats électoraux officiels en France »(Archive.org • Wikiwix • Archive.is • Google • Que faire ?), sur interieur.gouv.fr, site du Ministère de l'Intérieur (France) (consulté le 13 juin 2007)

- Description et Atlas des circonscriptions électorales de France sur http://www.atlaspol.com, Atlaspol, site de cartographie géopolitique, consulté le 13 juin 2007.